# Ceremonial Oath
Ceremonial Oath — шведская музыкальная метал-группа, основанная в 1989 году под названием Desecrator. В 1991 название коллектива было изменено на современное. После выхода ряда демо-записей и EP, а также издания двух полноформатных альбомов, группа прекратила своё существование в 1995 году.
В конце 2012 года некоторые из бывших музыкантов Ceremonial Oath сообщили о своем объединении под оригинальным названием ради участия в «Gothenburg Sound Festival», который должен был состояться в Гётеборге 5 и 6 января 2013 года.

## История
В 1989 году группа молодых перспективных шведских музыкантов объединилась в коллектив под названием Desecrator. Ребята решили играть музыку на стыке дэт-метала и трэш-метала и в течение двух лет презентовали сообществу две демозаписи, которые получили названия Wake the Death и Black Sermons.
Однако в 1991 году все изменилось с приходом в группу Йеспера Стрёмблада. Его жажда творить более мелодичную музыку оказала значительное влияние на других членов коллектива и привела к стилевому переориентированию группы и изменения его названия на Ceremonial Oath. В течение трех лет (с 1991 по 1993) музыканты презентовали сразу три релиза, начав с записи промо-альбома и завершив изданием полноформатного творения The Book of Truth на лейбле Modern Primitive.
Однако после выхода в свет дебютного альбома состав Ceremonial Oath претерпел значительных изменений. Оставили коллектив Йеспер Стрёмблад и Оскар Дроньяк, которые решили сосредоточиться на новых проектах In Flames и HammerFall. Заменить их призваны были Андерс Фриден, Микаэль Андерссон и Томас Юханссон. В течение двух лет новый состав группы работал над материалом для нового альбома и его записью и в конце концов в 1995 году музыканты внесли в свой актив очередной полноформатный релиз, получивший название Carpet. Впрочем, конкурировать с набирающими обороты флагманами мелодичного дэт-металла, среди которых были At the Gates, In Flames и Dark Tranquillity, не удалось и того же года группа Ceremonial Oath прекратила своё существование.
Впрочем, влияние музыкантов группы на развитие локальной и мировой металл-сцены значительно превзошло их скромные достижения в составе непосредственно Ceremonial Oath. Участниками коллектива были созданы таки легендарные металл-формации, как In Flames и HammerFall, занявшие ведущие места среди групп своих жанров. А некоторые моменты из альбома Carpet значительно опередили своё время, найдя отклик в творчестве других коллективов лишь десятилетия спустя.
В 2012 году неожиданно для всех было объявлено о воссоединении некоторых бывших музыкантов группы под названием Ceremonial Oath ради выступления на «Gothenburg Sound Festival». Причем в состав коллектива вернулись такие звёздные его участники, как Стрёмблад и Дроньяк, которых дополнили Нурдберг и Иверс (кстати, Андерс Иверс является единственным музыкантом группы, который оставался в ней со дня основания и ни разу её не покидал). В дополнение к этому планируется ремастеринг и переиздание дебютного альбома группы "The Book of Truth.

## Состав группы
Текущий состав
- Йеспер Стрёмблад — бас-гитара (1991–1993, 2012-...)
- Андерс Иверс — гитара (1989–1995, 2012-...)
- Оскар Дроньяк — гитара (1989–1993, 2012-...)
- Маркус Нурдберг — ударные (1990–1995, 2012-...)

Бывшие музыканты
- Андерс Фриден — вокал (1993–1995)
- Микаэль Андерссон — гитара (1993–1995)
- Томас Юханссон — бас-гитара (1993–1995)
- Маркус Фредрикссон — бас-гитара (1989–1990)
- Ульф Ассарссон — ударные (1989)

Приглашенные сессионные музыканты
- Томас Линдберг — вокал (три песни на альбоме Carpet)

## Дискография
Под названием Desecrator
| Альбом         | Год  | Формат     | Лейбл |
| -------------- | ---- | ---------- | ----- |
| Wake the Death | 1989 | Демозапись |       |
| Black Sermons  | 1990 | Демозапись |       |

Под названием Ceremonial Oath
| Альбом            | Год  | Формат     | Лейбл            |
| ----------------- | ---- | ---------- | ---------------- |
| Promo 1991        | 1991 | Демозапись |                  |
| Lost Name of God  | 1992 | EP         | Corpse Grinder   |
| The Book of Truth | 1993 | Альбом     | Modern Primitive |
| Carpet            | 1995 | Альбом     | Black Sun        |